# L'Animal (Collard)
Pour les articles homonymes, voir Animal (homonymie).
L’Animal est un recueil de poèmes écrits par Cyril Collard en 1982 et publié à titre posthume en 1994. Le recueil est composé de 10 parties. Le sexe, la violence, la drogue sont omniprésents, on retrouve les thèmes de prédilection de l’auteur : anges, jeux d’ombres et de lumières, miroirs, recherches intimes sur le corps et l’âme. Il y évoque également son abandon des études à l'IDN, qu'il juge trop conformistes.
Le manuscrit de ce recueil est présenté à un éditeur en 1982, qui le refuse. Il est publié après sa mort.

## Citations
- Il n’y a plus rien, que cet éclat de verre, couturant ma détresse, déchiquetant l’avenir, éparpillé en tentations radieuses, mièvreries transposées. Et tu m’as pris au ventre comme ce cri rauque d’animal, cette soirée chaude de juillet, Que puis-je encore imaginer ?
- Et Isla Verde. Ces deux mots prononcés avec l’accent espagnol ont toujours eu, vous le savez, la sonorité exacte de deux gouttes de sang chaud qui tombent sur la surface lisse et glacée d’un miroir horizontal.